# Biserica de lemn din Vălișoara, Cluj

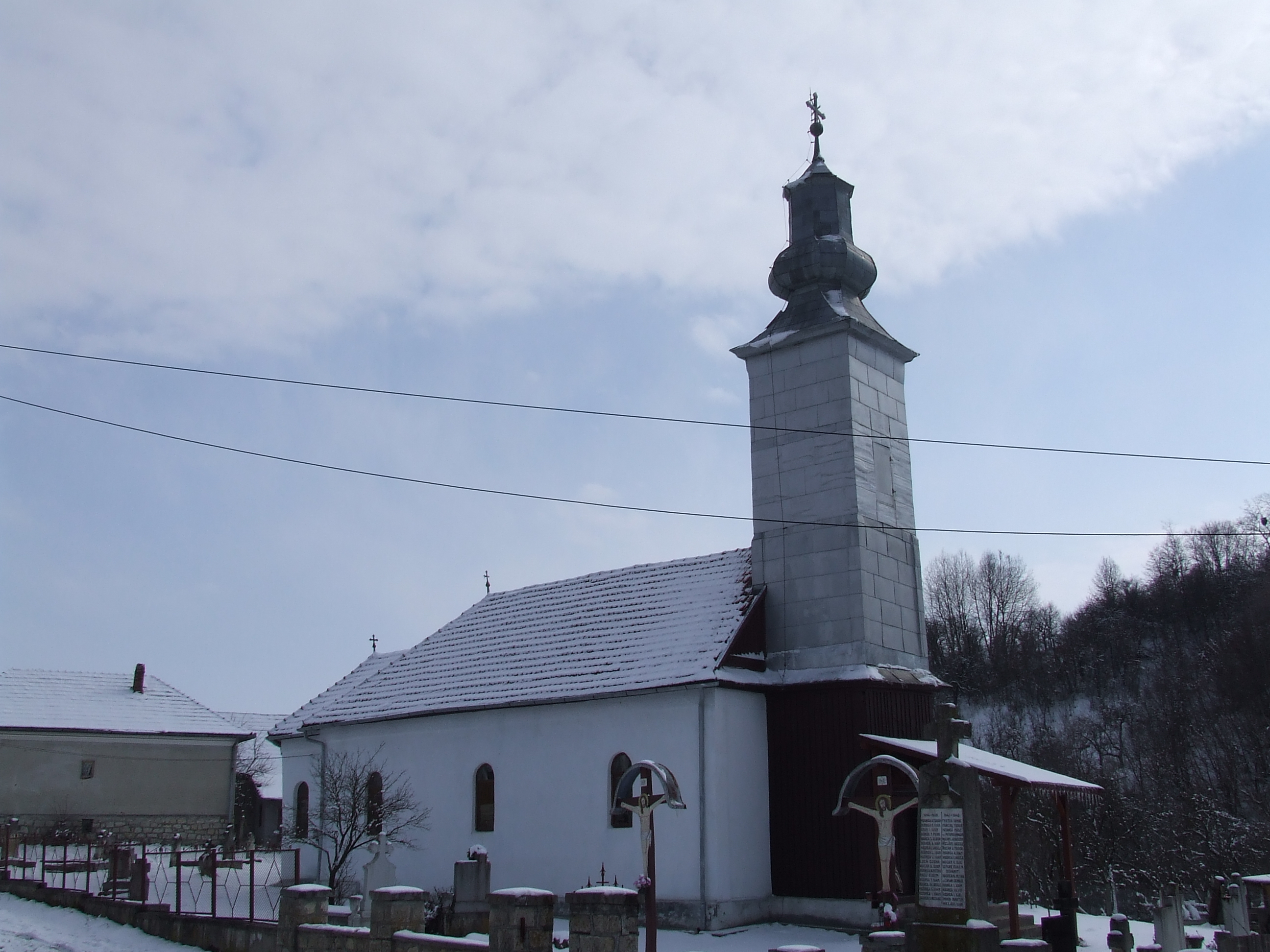
Biserica de lemn din vălişoara, foto: martie 2010

Biserica de lemn din Vălișoara, comuna Săvădisla, județul Cluj a fost construită în anul 1907. Are hramul Sfinții Arhangheli Mihail și Gavriil. Biserica nu se află pe lista monumentelor istorice.

## Galerie de imagini

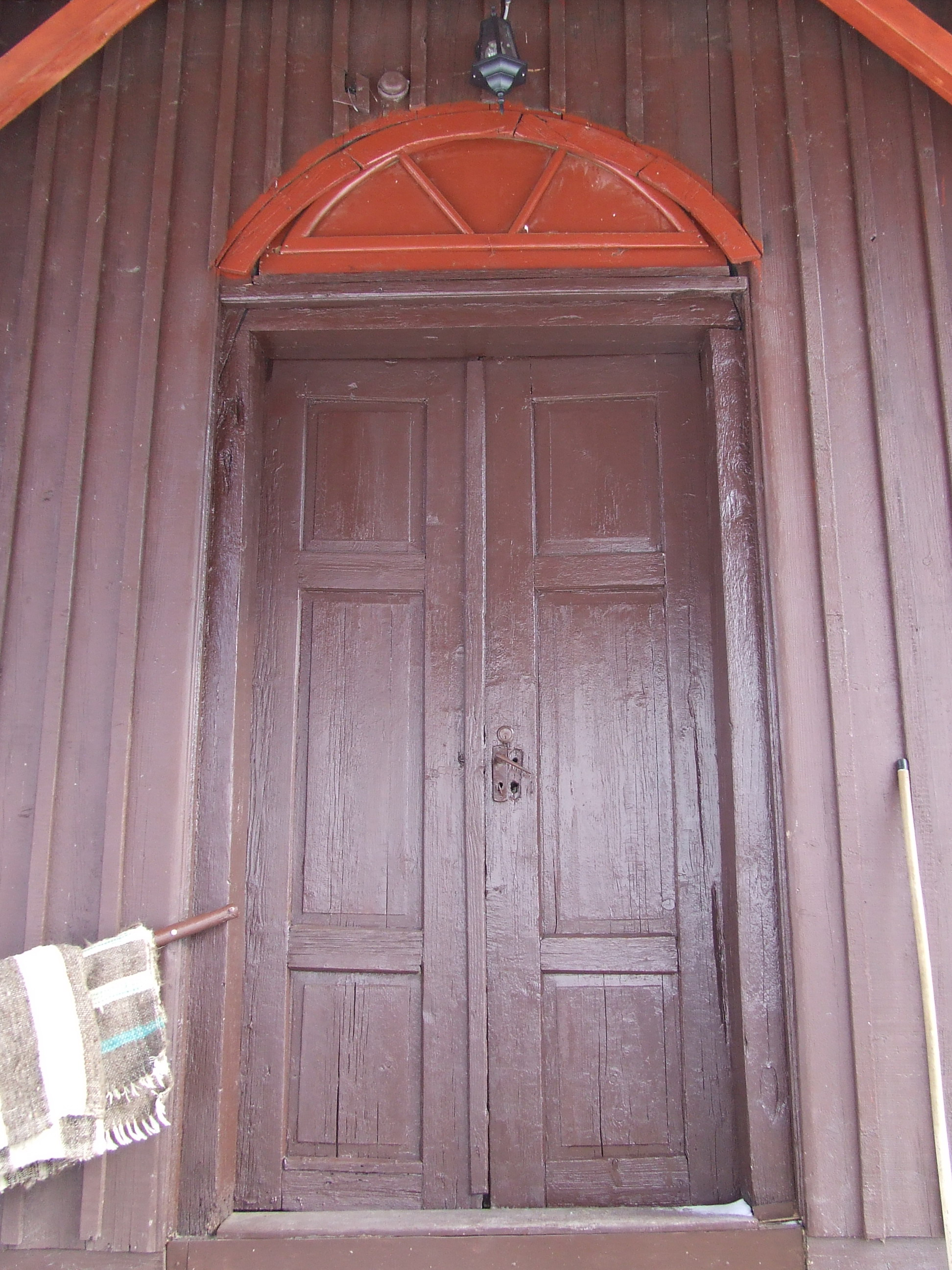
Intrarea în biserică
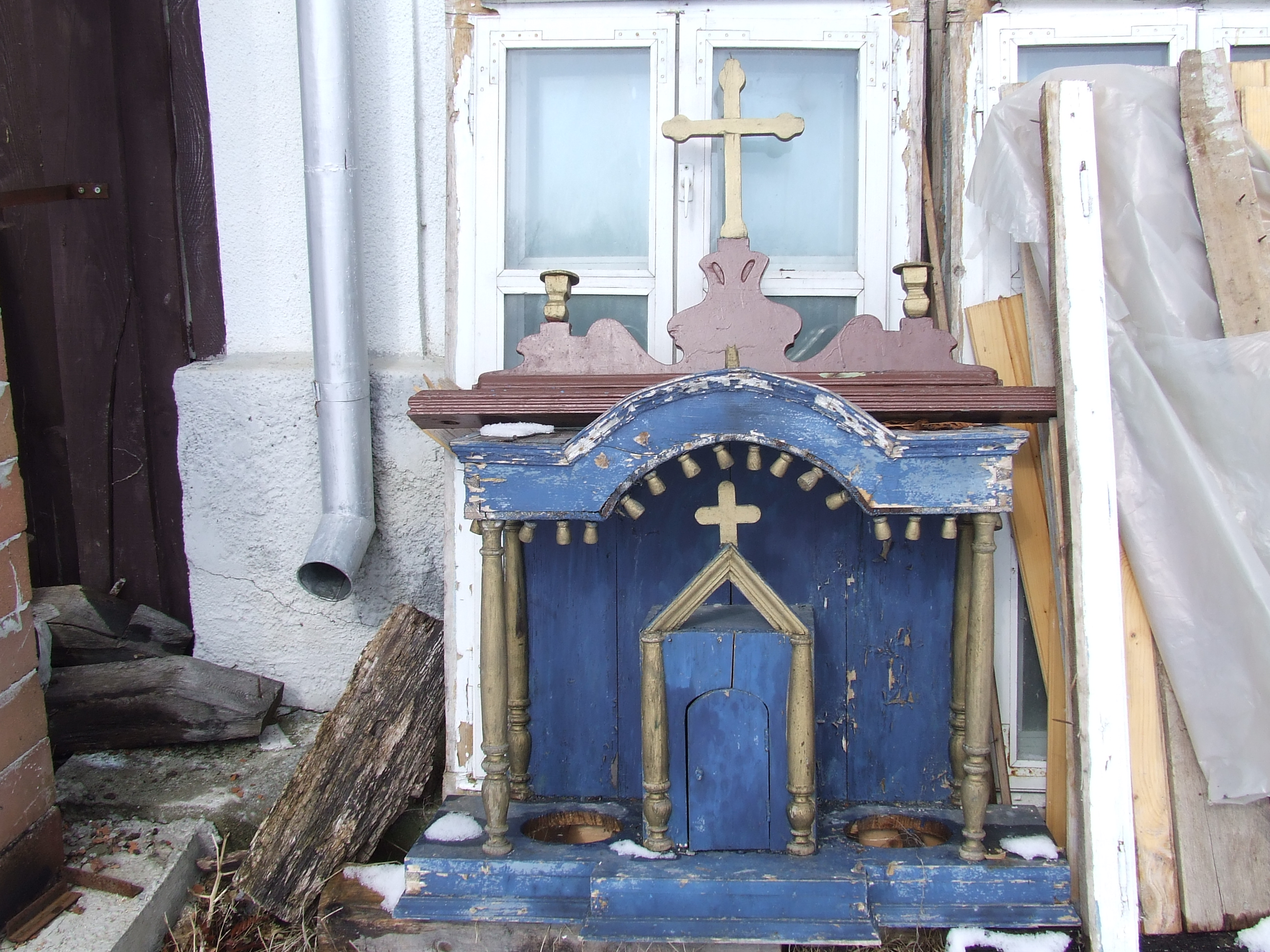
Piese de mobilier din biserică
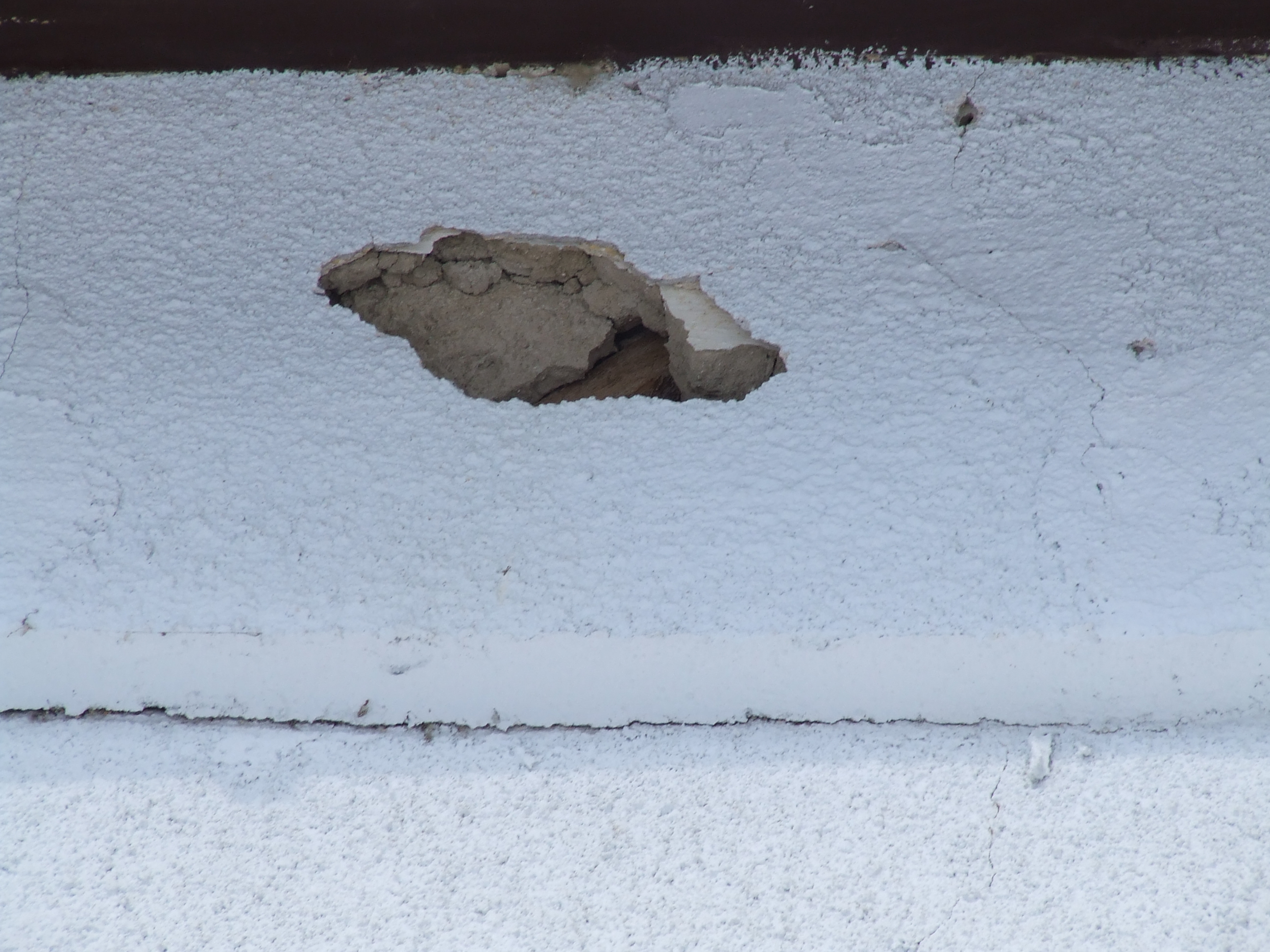
Lemnul de sub tencuială
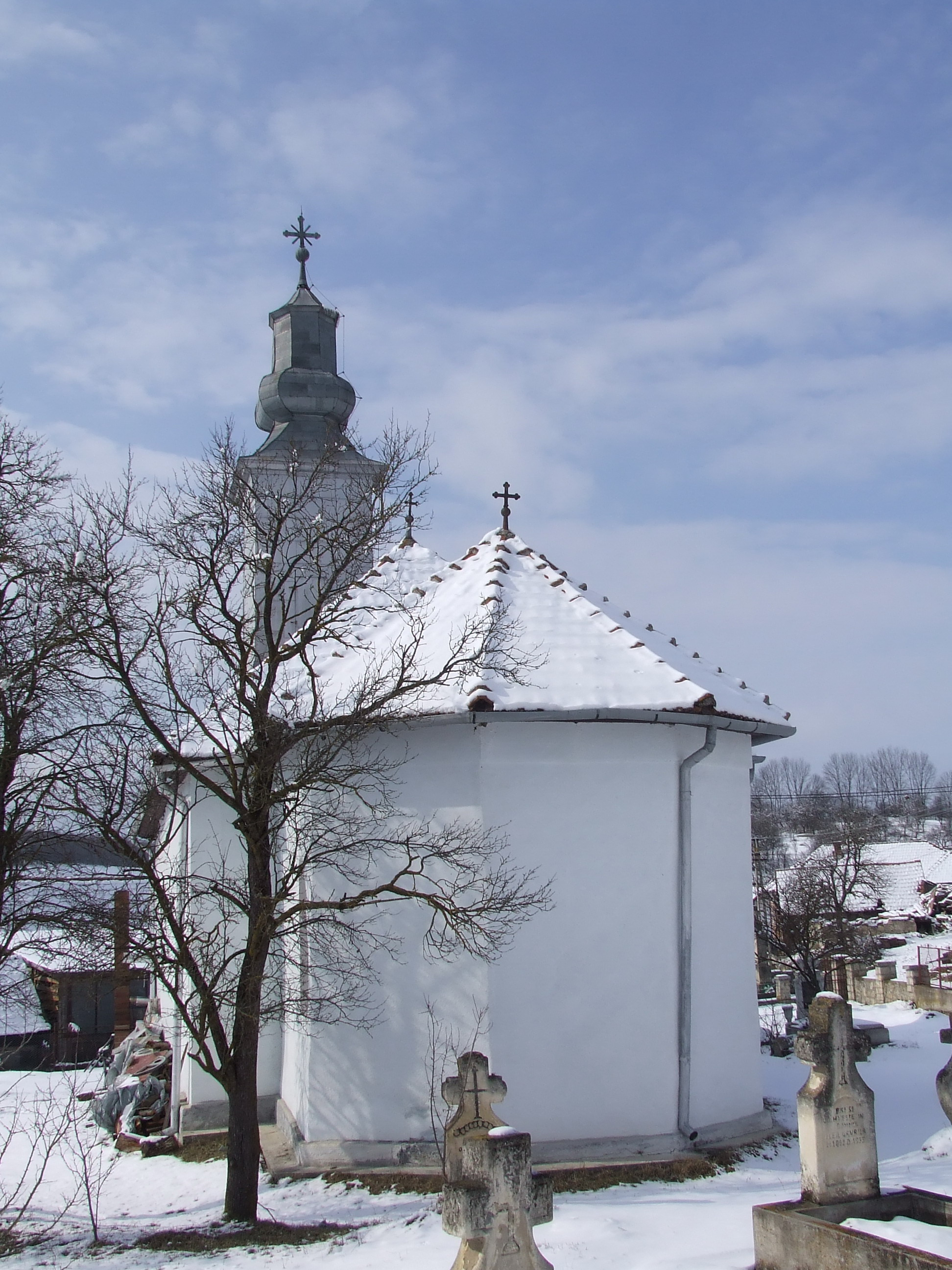
Biserica, văzută dinspre răsărit